# IC 4421
IC 4421 је елиптична галаксија у сазвјежђу Кентаур која се налази на листи објеката дубоког неба у Индекс каталогу.
Деклинација објекта је - 37° 35' 1" а ректасцензија 14h 28m 31,2s. Привидна величина (магнитуда) објекта IC 4421 износи 12,4 а фотографска магнитуда 13,4. Налази се на удаљености од 44,663 милиона парсека од Сунца. IC 4421 је још познат и под ознакама ESO 385-27, MCG -6-32-6, PGC 51704.